# Kavásila (Élide)
Kavásila, en grec moderne : Καβάσιλα, est un village du dème de Pénée, district régional d’Élide, en Grèce-Occidentale.
Selon le recensement de 2011, la population du village s'élève à 1 252 habitants.